# Cloisonné

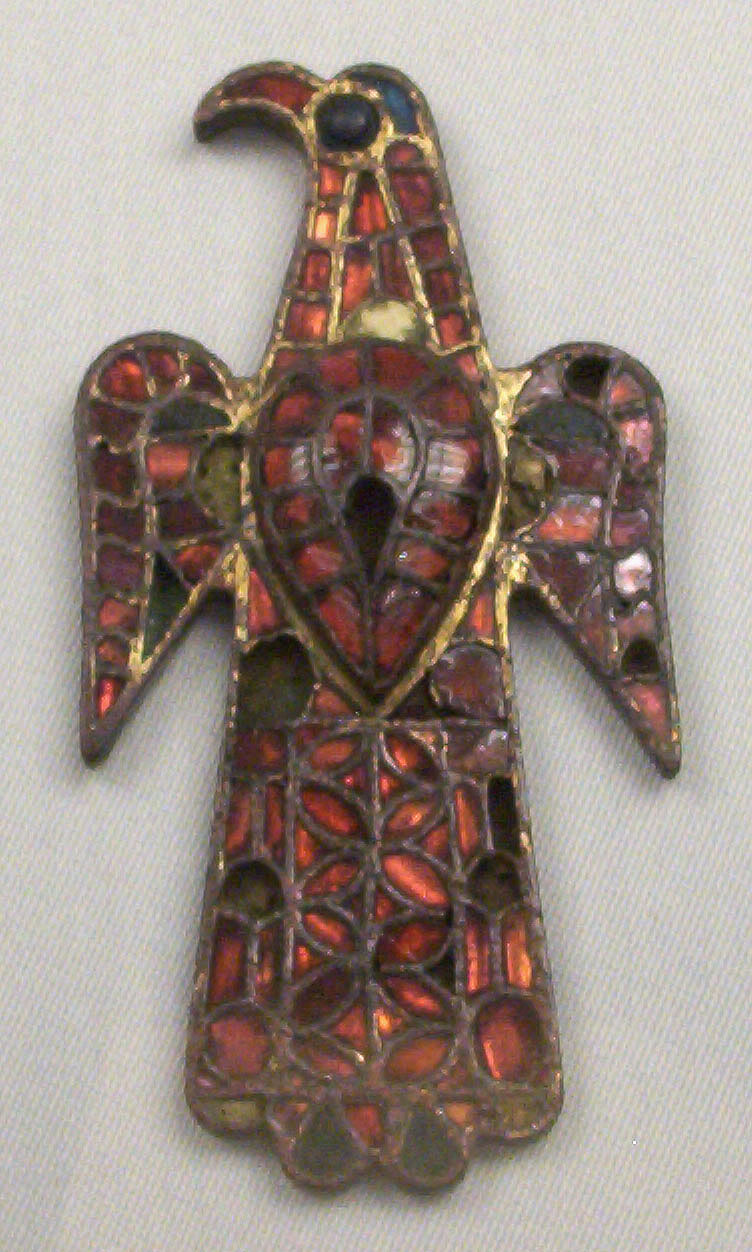
Fibula visigota

Il cloisonné, chiamato anche lustro di Bisanzio, è una tecnica di decorazione artistica a smalto, nella quale dei sottili fili (filigrane) o listelli o piccoli tramezzi metallici (di solito rame), celle o  alveoli (detti in francese cloisons), vengono saldati o incollati ad una lastra di supporto dell'opera da costruire; successivamente quindi, nelle zone rilevate dal metallo, viene colato dello smalto, ottenendo quindi una sorta di mosaico le cui tessere sono circoscritte esattamente dai listelli metallici.
Questa tecnica è di tipo "additivo" di materia smalto su metallo, e non è quindi da confondere con la decorazione a smalto chiamata champlevé, che, come dice letteralmente lo stesso nome francese (campo levato) è invece sottrattiva; in quest'ultima tecnica infatti, il procedimento iniziale è simile, ma gli alveoli dove alloggia lo smalto non vengono aggiunti, bensì levigati a mano e quindi rifiniti.

## Storia
La tecnica artistica del cloisonné è antichissima, addirittura conosciuta nell'antico Egitto, dai Goti e dai Longobardi.
Tuttavia, l'iconoclastia dell'VIII secolo fece perdere numerose opere. Successivamente, ne furono ritrovate a Cipro, quindi giunte in Europa dall'arte bizantina del X - XII secolo, soprattutto a causa dei saccheggi della Quarta crociata del 1204, dove vennero altresì ereditate tecniche e materiali per realizzare la celebre Pala d'Oro della Basilica di San Marco di Venezia. Rapidamente, lo smalto cloisonné si diffuse quindi col nome di lustro di Bisanzio, soprattutto in Francia (fin dall'epoca merovingia), poi in Germania, ma anche in Italia e in Georgia. 

In Francia appunto, prese l'attuale nome di cloison, dal latino clausus, cioè chiuso, indicando la celletta (o tramezzo o compartimento) degli alveoli di supporto, su cui la tecnica artistica è basata.
Nel centro Italia del XIII secolo fu introdotta la variante del cloisonné traslucido, più correttamente detto solo smalto traslucido, attestato, ad esempio, da opere quali il calice di S. Francesco d'Assisi dell'orafo mediaevale Guccio di Mannaia, nel 1290 circa. Di quel periodo furono ritrovate opere cloisonné anche in Svizzera, Spagna, fino alla Scandinavia.
La tecnica e la sua diffusione avvenne anche in Estremo Oriente. I primi reperti risalgono alla Cina del XV secolo
col nome di Jintailan, letteralmente Jingtai in blu, poiché dedicata esclusivamente alla corte imperiale, all'epoca vestita di blu, dell'imperatore Jingtai (1450-1456 circa) della dinastia Ming. Ancor oggi, la capitale cinese Pechino, vanta l'arte cloisonné nell'artigianato turistico, con la grande fabbrica Beijing Enamel factory, che espone il più grande vaso di cloisonné della Cina (alto quasi 2 metri).
Nella tecnica cinese del XV secolo il supporto veniva sagomato sia mediante la fusione sia mediante la cesellatura, che consisteva nel ridurre il metallo in fogli mediante martellinatura e quindi unirli tra loro. Per tale procedimento si ricorreva più spesso al rame, che è più malleabile del bronzo, mentre quest'ultimo veniva riservato per le superfici e i punti più esposti, come i bordi; le sottili strisce metalliche venivano tagliate da lamine di bronzo lavorate a martello. A queste strisce o fili veniva data la forma richiesta dal disegno e quindi saldati sul supporto metallico. Successivamente, nell'epoca Qing (1644-1911) si ottennero ulteriori miglioramenti, soprattutto sulla sostituzione del rame al bronzo.

Nel cloisonné cinese del XVIII secolo la precedente saldatura del rame allo smalto venne in gran parte sostituita con la colla di riso, che veniva bruciata durante l'applicazione a caldo dello smalto, lasciando che quest'ultimo tenesse a posto i fili. Qualora nel disegno non fosse necessario l'uso dei fili per separare zone di colore diverso, questi venivano ugualmente inseriti formando disegni decorativi superficiali, ad esempio a forma di volute.
Lo smalto era formato da un impasto di sabbia, sodio e potassio in diverse proporzioni, che, surriscaldato, fondeva dando luogo a un tipo di smalto-vetro detto la fritta. 

Benché il colore di massa della fritta fosse blu o verde, si poteva ottenere un'ampia gamma di colori mediante l'aggiunta di agenti coloranti, generalmente sotto la forma di ossidi metallici. Inizialmente, durante le dinastie Ming e Qing la gamma di colori si limitava al blu, al turchese, al verde scuro, rosso, giallo e bianco, venendo in seguito ampliata o mischiata con altri colori. Nella diffusione del cloisonné d'Oriente, il maggior uso cromatico si realizzò in Giappone. Con la fondazione dell'Arhens Company a Tokyo nel 1875, i titolari si assicurarono la collaborazione del più famoso artista del cloisonné Tsukamoto Kaisuke, e di Gottfried von Wagner, uno dei tecnologi occidentali trasferiti in Giappone per migliorare le arti e mestieri tradizionali.
Con la sua sperimentazione, Wagner fece fare alla tecnica dello smalto un ulteriore passo verso una pratica moderna e scientifica di quest'arte, con l'introduzione di smalti di nuova composizione chimica.
Termine utilizzato anche in architettura per trasposizione. In questo caso si considera il termine Cloisonné applicato a quella particolare tecnica muraria nata in seno alla committenza comnena, a partire dal IX-X secolo. Una vera e propria tecnica costruttiva denominata anche 'Castone', ma spesso considerata alla stregua di una tecnica decorativa. 

## Tecnica
Prima di poter essere applicata al supporto, la fritta deve essere polverizzata e lavata. Il disegno viene quindi riportato sul supporto e lungo i contorni vengono applicati i fili metallici.
Gli smalti in pasta sono quindi compressi nelle celle, generalmente un colore per cella.
Gli smalti cloisonné erano esposti a cottura in piccoli forni d'argilla detti "muffole".
La temperatura necessaria per fondere la pasta di smalto varia in funzione del tipo di smalto, poiché alcuni hanno punti di fusione più alti di altri.
Di solito quelli con punto di fusione più elevato vengono cotti prima, poi vengono aggiunti agli altri e abbassata la temperatura del forno a ogni nuova cottura.
Poiché il calore determina una contrazione dello smalto, a ogni cottura è necessario aggiungere altra pasta.
L'oggetto viene quindi accuratamente levigato in modo da far emergere bene i fili, per rimuovere eventuali sbavature dello smalto e conferirgli una superficie uniformemente liscia. Infine il paziente procedimento di lucidatura, utilizzando polveri sempre più fini, fa sì che lo smalto cloisonné si presenti con tutto il fascino della sua patina traslucida.